# Фредерік Конант
Фредерік Конант (англ. Frederic Conant, 9 лютого 1892 — 24 березня 1974) — американський яхтсмен.
Срібний призер Олімпійських Ігор 1932 року в класі 6 метрів.